# 豆板醤
豆板醤（豆瓣醬、まれに豆弁醤、トウバンジャン、ドウバンジャン等）は、ソラマメ、唐辛子を主原料に作る中国発祥の発酵調味料である。

## 特徴
豆板醤は脱皮そらまめを吸水させて蒸さずに麹とし、塩漬けにして発酵させた上で、原料として胡麻油、唐辛子味噌、胡麻味噌、小麦味噌、香辛料、砂糖等を添加して熟成させた調味料である。
本来は唐辛子を入れずにソラマメだけで作ったものを豆板醤と呼び、辛い豆板醤を特に豆板辣醤（トウバンラージャン、繁体字: 豆瓣辣醬、簡体字: 豆瓣辣酱）と呼んでいたが、現在では唐辛子を使った辛い物の方が多く見られる。豆板醤は二百数十年前に中国四川省で最初に作られ、現在も一大産地となっている。
特に省都成都市内の「郫県（現在の郫都区）」の「郫県豆板醤」（ピーシェントウバンジャン、ひけんトウバンジャン、繁体字: 郫縣豆瓣醬、簡体字: 郫县豆瓣酱）は高級品として知られている。
唐辛子が多く含まれているためとても辛いが、加熱すると香りが加わる。四川料理等の中国内陸部での料理ではふんだんに使われ、食卓に上るメニューの多くが辛い品目で占められる。これは東南アジアや南インド同様、現地の高温多湿な環境の中で食欲を増しかつ発汗作用を引き起こす料理で汗を流し、健康を保つためである。また本格的な四川料理には欠かすことの出来ない調味料のひとつである。

## 製法
原料のソラマメは皮が硬いので、発芽させ皮を剥く（この発芽した状態を豆板（繁体字: 豆瓣、簡体字: 豆瓣）という）。日本の味噌のように蒸さずにそのまま麹に漬け、食塩を添加し半年ほど発酵させた後、これに唐辛子など香辛料を加え1カ月から数年熟成させるというのが、伝統的な豆板醤の製法である。ただし伝統的製法は工業生産に向かないため、一般的には蒸した豆で麹を作り高温短期間発酵させることで、発酵期間を短縮させ製造される。
熟成が進むことにより、唐辛子の赤い色がこげ茶色になり、辛さがマイルドになってまろやかな味になる。長く熟成されたものほど色が濃いが、製造者は資本を寝かせることになるので価格も相応して高価になり、高級品とされる。3年ものでおおむね高級品とされ多く流通する。5年ものになると流通量は限られるが最高級品として珍重される。中国国内では1年ものから売られるが、日本に輸入されるものの多くは2年もの以上である。麻婆豆腐や回鍋肉などはより熟成された豆板醤を使うと良いとされるが、乾焼蝦仁などは赤がきれいな熟成期間の短い豆板醤を使うことが多い。

## 豆板醤（豆瓣醬）を使う代表的な料理
- 回鍋肉
- 麻婆豆腐
- 担担麺
- 塩煎肉
- 乾焼蝦仁
- レバニラ炒め